# Deplanchea glabra
Deplanchea glabra là một loài thực vật có hoa trong họ Chùm ớt. Loài này được (Steenis) Steenis mô tả khoa học đầu tiên năm 1927.